# Julia Samojlova
Julia Samojlova (ryska: Юлия Самойлова; född Юлия Олеговна Самойлова, Julia Olegovna Samojlova), född 7 april 1989 i Uchta, Ryska SFSR, Sovjetunionen, är en rysk singer-songwriter. Samojlova representerade Ryssland i Eurovision Song Contest 2018 i Portugal i Lissabon med låten "I Won't Break". Hon skulle ha representerat Ryssland i Eurovision Song Contest 2017 i Ukraina i Kiev, men nekades dock inresevisum i Ukraina eftersom hon tidigare spelat för ryska soldater på Krim under Krimkrisen.

## Biografi
Julia Samojlova sitter i rullstol sedan barndomen på grund av spinal muskelatrofi. Hon hävdar själv att diagnosen uppstod efter en misslyckad vaccination mot polio, men vetenskaplig koppling saknas, då spinal muskelatrofi anses vara genetiskt orsakat.
När Samojlova var liten uppträdde hon för oljearbetare på en restaurang i hemstaden Ukhta och fortsatte med att vinna flera sångtävlingar. Under 2014 sjöng hon på invigningen av de paralympiska vinterspelen i Sotji. År 2013 var hon en av finalisterna i Faktor A, den ryska versionen av The X Factor, där hon kom på andra plats.
Julia Samojlova skulle ha representerat Ryssland i Eurovision Song Contest 2017 i Ukraina med låten "Flame Is Burning"  enligt beslut av den ryska TV-kanalen Pervyj Kanal. Hon nekades dock inresevisum i Ukraina eftersom hon tidigare spelat för ryska soldater på Krim under Krimkrisen.
Hon representerade Ryssland i Eurovision Song Contest 2018 i Lissabon med låten "I Won't Break" i den andra semifinalen, men gick inte vidare till finalen. Detta var andra gången som Rysslands bidrag inte lyckats kvalificera sig till finalen, den första gången var 1996.